# Campeonato Mundial de Judo de 1986
El XVII Campeonato Mundial de Judo se celebró en Maastricht (Países Bajos) entre el 24 y el 27 de octubre de 1986 bajo la organización de la Federación Internacional de Judo (IJF) y la Federación Neerlandesa de Judo. Fue un campeonato exclusivo para las categorías femeninas.

## Medallistas

### Femenino
| Evento            | Oro                         | Plata                             | Bronce                                                    |
| ----------------- | --------------------------- | --------------------------------- | --------------------------------------------------------- |
| –48 kg            | Karen Briggs Reino Unido    | Fumiko Esaki Japón                | Fabienne Boffin Francia Li Zhongyun China                 |
| –52 kg            | Dominique Brun Francia      | Kaori Yamaguchi Japón             | Ok Kyoung-Sook Corea del Sur Sharon Rendle Reino Unido    |
| –56 kg            | Ann Hughes Reino Unido      | Maria Gontowicz-Szałas · Polonia  | Chita Gross · Países Bajos · Béatrice Rodriguez · Francia |
| –61 kg            | Diane Bell Reino Unido      | Céline Géraud Francia             | Ryoko Fujimoto Japón Donna Guy Nueva Zelanda              |
| –66 kg            | Brigitte Deydier Francia    | Elisabeth Karlsson · Suecia       | Alexandra Schreiber · RFA · Anita Staps · Países Bajos    |
| –72 kg            | Irene de Kok · Países Bajos | Ingrid Berghmans · Bélgica        | Barbara Claßen RFA Liu Aixiang China                      |
| +72 kg            | Gao Fenglian China          | Marjolein van Unen · Países Bajos | Isabelle Paque Francia Nilmari Santini Puerto Rico        |
| Categoría abierta | Ingrid Berghmans · Bélgica  | Li Jinlin China                   | Karin Kutz RFA Laëtitia Meignan Francia                   |

## Medallero
| Núm. | País          | Oro | Plata | Bronce | Total |
| ---- | ------------- | --- | ----- | ------ | ----- |
| 1    | Reino Unido   | 3   | 0     | 1      | 4     |
| 2    | Francia       | 2   | 1     | 4      | 7     |
| 3    | China         | 1   | 1     | 2      | 4     |
| 3    | Países Bajos  | 1   | 1     | 2      | 4     |
| 5    | Bélgica       | 1   | 1     | 0      | 1     |
| 6    | Japón         | 0   | 2     | 1      | 3     |
| 7    | Polonia       | 0   | 1     | 0      | 1     |
| 7    | Suecia        | 0   | 1     | 0      | 1     |
| 9    | RFA           | 0   | 0     | 3      | 3     |
| 10   | Corea del Sur | 0   | 0     | 1      | 1     |
| 10   | Nueva Zelanda | 0   | 0     | 1      | 1     |
| 10   | Puerto Rico   | 0   | 0     | 1      | 1     |
|      | TOTAL         | 8   | 8     | 16     | 32    |